# 澤井梨丘
澤井 梨丘（さわい りおか、2010年11月4日 - ）は、日本の女優。大阪府出身。OFFICE MINAMIKAZE所属。

## 出演

### テレビドラマ
- 連続テレビ小説 ブギウギ（2023年10月2日 - 10月14日、NHK総合） - 花田鈴子（少女時代）役[2]
- Believe-君にかける橋-（2024年4月25日 - 6月20日、テレビ朝日） - 井本奏美 役[3]

### 映画
- 陽がのぼる時（2021年）※48時間映画祭Osaka2021参加作品[1]
- 嘘八百 なにわ夢の陣（2023年1月6日）- 施設の子ども 役[1]
- 凪の憂鬱（2023年4月21日）[1]

### 舞台
- じぃじと田辺だいこん（2020年） - マルコ 役[1]
- Word play（2021年） - discovery 役[1]
- ネバーランド年代記-クロニクル-（2024年12月7日・8日、一心寺シアター倶楽）
- じゃりン子チエ（2025年11月15日 - 25日〈予定〉、大阪松竹座） - 竹本チエ役[4][5]

### ラジオドラマ
- FMシアター（NHK-FM）
  - 『大きな湖の小さな島で』（2025年7月19日）[6] - 花 役[7]

### CM
- ジョンソン・エンド・ジョンソン リステリン（2021年）[1]
- 関西電力送配電株式会社「もう大丈夫編」（2021年 - 2023年）※Web動画[1]